# BANG!
『BANG!』（バン）は、1997年10月4日から2001年3月25日までテレビ愛知で放送された音楽番組。

## 概要
前番組『テレビdeラジオ ヨロシク!DJ』と同様に、深夜のラジオ番組のような企画をテレビ放送で行っていた深夜番組である。
この番組もやはりプロモーションビデオ（以下PV）の放送と各種音楽情報の紹介を主軸に進行。また、取り扱う楽曲のジャンルも同様にJ-POPをメインにしていた。スポンサーのヤマギワソフト東海エリア各店との連携も密で、前番組に引き続き様々な連携企画を実施していた。
このように、番組のコンセプト自体は『ヨロシク!DJ』時代のそれを踏襲していたが、その一方で様々な変更点も見受けられた。前番組では男性パーソナリティ1人 + 女性パーソナリティ2人を基本フォーマットとしていたが、この番組への移行とともに女性パーソナリティ2人によるツインDJスタイルへと変更された。スタジオセットも木製のケーブルドラムを横倒しにしてテーブル代わりに使用し、そのバックには小さな看板をいくつも貼りつけたフェンスを設置するなど、屋外の風景を思わせるストリート色の強いものへと変更された。そして、PVのリクエストはハガキやFAXだけでなく、番組公式サイトに設置のリクエストフォームを介して行えるようにもなった。

## 放送時間
いずれもJST。当初は『ヨロシク!DJ』跡地の土曜深夜枠で放送されていたが、1999年春の改編以降は日曜深夜枠で放送されるようになった。

### 土曜深夜時代
- 土曜 25:20 - 27:20 （1997年10月 - 1998年3月）
- 土曜 25:35 - 27:35 （1998年4月 - 1998年6月） - 『スポーツTODAY』の放送枠拡大に伴い、以後は15分繰り下げて放送。
- 土曜 25:35 - 26:35 （1998年7月 - 1999年1月） - 深夜映画放送枠『ミッドナイトセレクション』の新設に伴い、放送枠が60分に縮小。
- 土曜 26:05 - 27:05 （1999年2月 - 1999年3月） - 『爆笑直輸入ベニーヒルショー』の放送開始に伴い、以後は30分繰り下げて放送。

### 日曜深夜時代
- 日曜 24:45 - 25:45 （1999年4月 - 2000年3月） - 日曜深夜枠へ移動。
- 日曜 24:40 - 25:40 （2000年4月 - 2001年3月） - 直前の時間帯に放送されていたミニ番組の放送枠縮小に伴い、以後は5分繰り上げて放送。

## 出演者
この番組のパーソナリティたちは、土曜深夜時代にはVJと、日曜深夜時代にはMCと呼ばれていた。

### 土曜深夜時代
- 間宮優希 - エリとともにVJを担当。
- エリ - 間宮とともにVJを担当。

### 日曜深夜時代
- 中尾諭介（In the Soup） - キャンディとともにMCを担当。隔週出演。
- DAISUKE （cool drive makers） - キャンディとともにMCを担当。隔週出演。
- キャンディ（HUNTING） - 中尾もしくはDAISUKEとともにMCを担当。
- ダイアモンド☆ユカイ（RED WARRIORS） - 視聴者からの相談コーナーを担当。MCのいずれかがライブツアーなどで出演できない時には代理でMCを務めていた。
- 本保和也（当時テレビ愛知アナウンサー） - ナレーターを担当。

## スタッフ
- ディレクター - 大辻文人
- プロデューサー - 左右田吉三、安江建生
- チーフプロデューサー - 栗山紘和
- 制作 - テレビ愛知、70プロダクション

## 主な放送内容
ヤマギワソフト PICK UP!
毎回様々なPVを放送していたコーナーで、選曲はヤマギワソフトメルサ店とヤマギワソフトナディアパーク店に寄せられた視聴者からのリクエストを基に行われていた。
BANG'S CHOICE
同じくPVを放送していたコーナーだが、こちらは番組側で選曲したPVを放送していた。長い時には8本連続で流すこともあった。
ARTIST MESSAGE
毎回様々なミュージシャンたちからのメッセージVTRを放送していたコーナー。『ヨロシク!DJ』時代にはメッセージVTRと彼らが出演するPVを同一画面上で合成したものを流していたが、この番組では合成せずに別々に流すようになった。
HOT HOT HOT RANKING
ヤマギワソフトメルサ店とヤマギワソフトナディアパーク店における音楽メディア・映像メディアの実売数集計ランキングを発表していたコーナー。『ヨロシク!DJ』時代と同様に、ランキングは「SINGLE」「ALBUM」「CD-ROM」の3部門に分けられていた。
JUST CHOICE ぴあ
ぴあ中部版に掲載予定の記事やチケットぴあで発売されるライブチケットの先行予約情報などを紹介していたコーナー。ぴあとは直接関係の無いトレンド情報も併せて紹介していた。
PRESENT
エンディング前のパートでは、東海地区で開催されるライブイベントの無料招待券や最新映画の無料招待券、番組からのプレゼントやヤマギワソフトからのプレゼントなどが当たる視聴者プレゼントコーナーを実施していた。
その他
この番組は『ヨロシク!DJ』時代に比べると放送時間は短かったが、PVのオンエア率で言えば前番組以上だった（放送時間の7割ほどはPVで占められていた）。CMまでの空いた時間はもとより、番組のエンディングまでもがPVのオンエアタイムとして使われていた。